# Schoonmaker

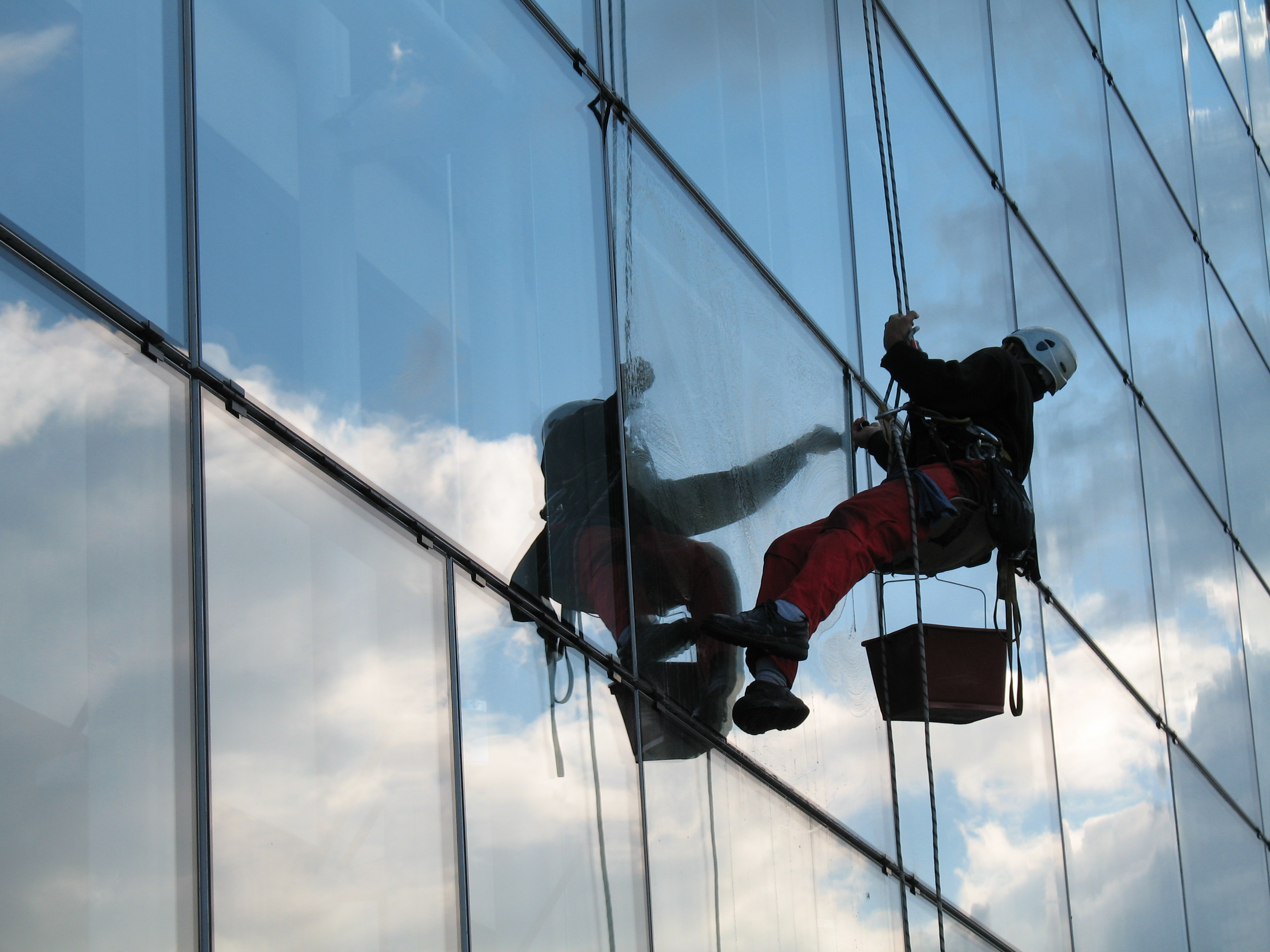
Een professionele ruitenwasser

Een schoonmaker of schoonmaakster is iemand die schoonmaken en opruimen dan wel op orde brengen als taak heeft.

## Werkplekken
Veelal worden professionele schoonmakers ingezet in openbare ruimten en op scholen en kantoren, waar veelal dagelijks moet worden gereinigd. Hierbij valt te denken aan het dweilen van vloeren en het soppen van toiletten. In sommige gevallen hebben schoonmakers een specialisme, bijvoorbeeld glazenwassers, stratenvegers, autowassers, glazenophalers, bordenwassers of ander hulpkeukenpersoneel.
In hotels worden ook schoonmakers ingezet, hier wordt soms gesproken van kamermeisje, omdat deze ook het beddengoed en de handdoeken vervangt.
In het huishouden wordt wel gesproken van poetsvrouw, hulp, schoonmaakhulp of huishoudelijke hulp. De taken kunnen dan meer omvatten dan schoonmaken alleen.

## In dienstverband of vrijwillig
Professionele schoonmakers kunnen als werknemer in loondienst zijn bij een bedrijf of particulier, woon-, werk-, en/of openbare ruimtes schoonmaakt. Vrijwillige schoonmakers kunnen als vorm van mantelzorg ook onbezoldigd actief zijn. Ook als betrokken lid van een vereniging of kerk kan schoonmaak vrijwillig worden gedaan als schoonmaker.